# Nina Vorotyntseva
Nina Pavlovna Vorotyntseva (en ruso: Нина Павловна Воротынцева) (1900-1930) fue una arquitecta rusa que dedicó sus trabajos e investigaciones a la búsqueda de nuevos modelos, tanto de vivienda como de industria para una realidad socialista. Participó en los inicios de la arquitectura constructivista en la Unión Soviética.

## Formación
Nina Pavlovna Vorotyntseva, fue una arquitecta rusa formada en el Instituto de Ingenieros Civiles de Moscú (MIGI); institución en la que se graduó la primera generación de profesionales de la arquitectura formada por completo en el sistema de educación superior soviético. Por ser esta una academia comprometida con los ideales del nuevo estado, preparó a sus estudiantes para enfrentarse de forma activa a las demandas de edificios de nuevos tipos, ajustados a una nueva realidad social y a su época. Los intereses profesionales de Vorotyntseva caminaron en esa dirección.

## Trayectoria
Después de graduada de ingeniera-arquitecta en 1924, y en concordancia con el perfil curricular de los egresados del MIGI —que habían recibido una educación de fundamento más técnico que artístico—, dedicó sus esfuerzos al estudio de los aspectos funcionales y constructivos de la arquitectura. En esas indagaciones se unió a varias asociaciones, de corriente funcionalista, que buscaban soluciones para una arquitectura acorde con las políticas socialistas y con la economía soviética.
Se convirtió en una pionera de la arquitectura constructivista muy activa. Participó en la fundación del grupo OSA (Asociación de Arquitectos Contemporáneos) en 1925, más tarde presentó trabajos en la Primera Exposición de Arquitectura Moderna de Moscú de 1927 convocado por la revista Sovremmenaya Arjitektura (S.A.) y asistió a la primera conferencia pública del grupo OSA en 1928.
Vorotyntseva realizó investigaciones sobre un nuevo tipo de hábitat para los trabajadores dentro del círculo de constructivistas de OSA, quienes bajo la dirección de Moisei Ginzburg, y los hermanos Vesnin, promovían el rol de los/as arquitectos/as como “inventores” de nuevos condensadores de la vida social. En ese contexto, participó, en equipo con la arquitecta Raisa Pollyak, en el concurso “amistoso” de propuestas para vivienda comunal (dom-kommuna) de 1926. Esta competencia interna del grupo fue fundamental para mostrar distintos planteamientos del espacio doméstico para una sociedad comunista (económico, mínimo, colectivo, con zonas comunales y de fácil construcción), pero sobre todo para hacer visible la necesidad de investigación en dicho campo. La propuesta de Vorotyntseva y Pollyak destacó por lograr una disminución del 10% de la altura total de los edificios y por ende de su coste, sin sacrificar el confort espacial. La solución planteaba superponer, de manera alternativa entre las plantas, las estancias auxiliares y las habitables, lo que permitía aumentar las alturas de los espacios de uso, descontando altura a los espacios de servicio de las plantas contiguas.
En paralelo, trabajó definiendo nuevos modelos de edificios para la industria en la oficina de diseño del Stromstroy, sociedad de responsabilidad limitada para el diseño y construcción de las fábricas de la industria de materiales de construcción del Consejo Económico Supremo de la URSS. El diseño de estas tipologías, proporcionó un interesante campo de trabajo a Vorotyntseva y a sus colegas del MIGI, a través del cual constituyeron uno de los grupos creativos que definieron “la escuela constructivista de arquitectura industrial”. Crearon nuevas morfologías y sistemas, capaces de hacer eficientes, tanto el proceso de edificación de las plantas, como a las propias funciones industriales y también produjeron una nueva estética. En este marco y en colaboración con Vladimir Vladimirov (y con Leonid Vesnin como consultor) Vorotyntseva diseñó una planta de cemento en Kaspi, Georgia (construida en 1929).
Uno de sus más importantes proyectos construidos fue el Instituto de Medicina Experimental Veterinaria de Moscú (1929), diseñado en colaboración con Vladimirov.
En 1930, el número 3 de la revista S.A. anuncia la muerte (con apenas treinta años) de Nina Vorotyntseva «una activa arquitecta constructivista que centró gran parte de su trabajo a la búsqueda de nuevos modelos de vivienda e industria socialista», arquitecta que en sus seis años de dedicación a la profesión, hizo importantes contribuciones.